# Gennadiy Shatkov
Gennadiy Shatkov (en russe : Геннадий Иванович Шатков, transcription française : Gennadiy Ivanovitch Shatkov) est un boxeur soviétique né le 27 mai 1932 et mort le 14 janvier 2009 à Saint-Pétersbourg.

## Carrière
Champion olympique des poids moyens aux Jeux de Melbourne en 1956, il remporte également les championnats d'Europe de boxe amateur à Berlin-Ouest l'année précédente et à Lucerne en 1959 ainsi que 3 titres de champion de Russie en 1955, 1956 et 1958.
Shatkov tente de s'imposer une seconde fois aux Jeux olympiques en 1960 dans la catégorie mi lourds mais il est battu au second tour par l'américain Cassius Clay.

## Parcours auxJeux olympiques
Jeux olympiques d'été de 1956 à Melbourne (poids moyens) :
- Bat Ralph Hosack (Canada) aux points
- Bat Giulio Rinaldi (Italie) par forfait
- Bat Victor Zalazar (Argentine) par KO au 2e round
- Bat Ramón Tapia (Chili) par KO au 1er round

Jeux olympiques d'été de 1960 à Rome (poids mi-lourds) :
- Bat Ray Cillien (Luxembourg) aux points
- Perd contre Cassius Clay (États-Unis) aux points